# London Borough of Barking and Dagenham
London Borough of Barking and Dagenham är en borough (kommun) i de nordöstra delarna av Storbritanniens huvudstad London.

## Distrikt
Distrikt som helt eller delvis ligger i Barking and Dagenham:
- Barking
- Becontree
- Becontree Heath
- Chadwell Heath
- Creekmouth
- Dagenham
- Marks Gate
- Rush Green

## Vänorter
Barking and Dagenham har två vänorter:
- Witten, Tyskland
- Tczew, Polen